# حديث أم زرع
حديث أم زرع  هو حديث مشهور رواه البخاري ومسلم، وغيرهما من أئمة الحديث .ومحور الحديث يدور حول إحدى عشرة امرأة تعاهدن على أن تخبر كلُّ واحدةٍ منهنََّ خبرَ زوجِها و حالَه معها ولا يُخفين شيئاً. سُمِّيَّ بحديث أم زرع لورود قصة أم زرع فيه ، ولقول النبي صلى الله عليه وسلم لعائشة (كُنْتُ لَكِ كَأَبِي زرعٍ لأُم زرعٍ )، والحديث كله من قول عائشة تُحدِّث به زوجَها النبي محمد صلى الله عليه وسلم، وأما المرفوع منه إلى النَّبي فهو قولُه: (كُنْتُ لَكِ كَأَبِي زرعٍ لأُم زرعٍ ). ولقد أهتم العلماء بهذا الحديث بالشرح والتحليل، وصنفت في شرحه مؤلفات مستقلة من أبرزها بغية الرائدِ لِما تضمنه حديثُ أم زرعٍ مِن الفِوائدِ، للقاضي عياض (ت٥٤٤هـ)..وقد تضمن الحديث أحكاماً شرعية، وآداباً زوجية، من أبرزها :حسن معاشرة الرجل لأهله .

## نص الحديث
جَلَسَ إحْدَى عَشْرَةَ امْرَأَةً، فَتَعَاهَدْنَ وتَعَاقَدْنَ ألَّا يَكْتُمْنَ مِن أخْبَارِ أزْوَاجِهِنَّ شيئًا؛
- قالتِ الأُولَى: زَوْجِي لَحْمُ جَمَلٍ غَثٍّ، علَى رَأْسِ جَبَلٍ، لا سَهْلٍ فيُرْتَقَى، ولَا سَمِينٍ فيُنْتَقَلُ،
- قالتِ الثَّانِيَةُ: زَوْجِي لا أبُثُّ خَبَرَهُ، إنِّي أخَافُ ألَّا أذَرَهُ، إنْ أذْكُرْهُ أذْكُرْ عُجَرَهُ وبُجَرَهُ،
- قالتِ الثَّالِثَةُ: زَوْجِيَ العَشَنَّقُ؛ إنْ أنْطِقْ أُطَلَّقْ، وإنْ أسْكُتْ أُعَلَّقْ،
- قالتِ الرَّابِعَةُ: زَوْجِي كَلَيْلِ تِهَامَةَ، لا حَرٌّ ولَا قُرٌّ، ولَا مَخَافَةَ ولَا سَآمَةَ،
- قالتِ الخَامِسَةُ: زَوْجِي إنْ دَخَلَ فَهِدَ، وإنْ خَرَجَ أسِدَ، ولَا يَسْأَلُ عَمَّا عَهِدَ،
- قالتِ السَّادِسَةُ: زَوْجِي إنْ أكَلَ لَفَّ، وإنْ شَرِبَ اشْتَفَّ، وإنِ اضْطَجَعَ التَفَّ، ولَا يُولِجُ الكَفَّ لِيَعْلَمَ البَثَّ.
- قالتِ السَّابِعَةُ: زَوْجِي غَيَايَاءُ -أوْ عَيَايَاءُ- طَبَاقَاءُ، كُلُّ دَاءٍ له دَاءٌ، شَجَّكِ أوْ فَلَّكِ أوْ جَمَعَ كُلًّا لَكِ،
- قالتِ الثَّامِنَةُ: زَوْجِي المَسُّ مَسُّ أرْنَبٍ، والرِّيحُ رِيحُ زَرْنَبٍ،
- قالتِ التَّاسِعَةُ: زَوْجِي رَفِيعُ العِمَادِ، طَوِيلُ النِّجَادِ، عَظِيمُ الرَّمَادِ، قَرِيبُ البَيْتِ مِنَ النَّادِ،
- قالتِ العَاشِرَةُ: زَوْجِي مَالِكٌ، وما مَالِكٌ؟! مَالِكٌ خَيْرٌ مِن ذَلِكِ، له إبِلٌ كَثِيرَاتُ المَبَارِكِ، قَلِيلَاتُ المَسَارِحِ، وإذَا سَمِعْنَ صَوْتَ المِزْهَرِ، أيْقَنَّ أنَّهُنَّ هَوَالِكُ،
- قالتِ الحَادِيَةَ عَشْرَةَ: زَوْجِي أبو زَرْعٍ، وما أبو زَرْعٍ؟! أنَاسَ مِن حُلِيٍّ أُذُنَيَّ، ومَلَأَ مِن شَحْمٍ عَضُدَيَّ، وبَجَّحَنِي فَبَجِحَتْ إلَيَّ نَفْسِي، وجَدَنِي في أهْلِ غُنَيْمَةٍ بشِقٍّ، فَجَعَلَنِي في أهْلِ صَهِيلٍ وأَطِيطٍ، ودَائِسٍ ومُنَقٍّ، فَعِنْدَهُ أقُولُ فلا أُقَبَّحُ، وأَرْقُدُ فأتَصَبَّحُ، وأَشْرَبُ فأتَقَنَّحُ، أُمُّ أبِي زَرْعٍ، فَما أُمُّ أبِي زَرْعٍ؟! عُكُومُهَا رَدَاحٌ، وبَيْتُهَا فَسَاحٌ، ابنُ أبِي زَرْعٍ، فَما ابنُ أبِي زَرْعٍ؟! مَضْجَعُهُ كَمَسَلِّ شَطْبَةٍ، ويُشْبِعُهُ ذِرَاعُ الجَفْرَةِ، بنْتُ أبِي زَرْعٍ، فَما بنْتُ أبِي زَرْعٍ؟! طَوْعُ أبِيهَا، وطَوْعُ أُمِّهَا، ومِلْءُ كِسَائِهَا، وغَيْظُ جَارَتِهَا، جَارِيَةُ أبِي زَرْعٍ، فَما جَارِيَةُ أبِي زَرْعٍ؟! لا تَبُثُّ حَدِيثَنَا تَبْثِيثًا، ولَا تُنَقِّثُ مِيرَتَنَا تَنْقِيثًا، ولَا تَمْلَأُ بَيْتَنَا تَعْشِيشًا، قالَتْ: خَرَجَ أبو زَرْعٍ والأوْطَابُ تُمْخَضُ، فَلَقِيَ امْرَأَةً معهَا ولَدَانِ لَهَا كَالفَهْدَيْنِ، يَلْعَبَانِ مِن تَحْتِ خَصْرِهَا برُمَّانَتَيْنِ، فَطَلَّقَنِي ونَكَحَهَا، فَنَكَحْتُ بَعْدَهُ رَجُلًا سَرِيًّا، رَكِبَ شَرِيًّا، وأَخَذَ خَطِّيًّا، وأَرَاحَ عَلَيَّ نَعَمًا ثَرِيًّا، وأَعْطَانِي مِن كُلِّ رَائِحَةٍ زَوْجًا، وقالَ: كُلِي أُمَّ زَرْعٍ ومِيرِي أهْلَكِ، قالَتْ: فلوْ جَمَعْتُ كُلَّ شَيْءٍ أعْطَانِيهِ، ما بَلَغَ أصْغَرَ آنِيَةِ أبِي زَرْعٍ،

قالَتْ عَائِشَةُ: قالَ رَسولُ اللَّهِ صلَّى اللهُ عليه وسلَّم: كُنْتُ لَكِ كَأَبِي زَرْعٍ لِأُمِّ زَرْعٍ.

## المُحدِّثون الذين أخرجوا الحديث
- البخاري: في كتاب النكاح باب حسن المعاشرة مع الأهل برقم (4893)
- مسلم: في كتاب فضائل الصحابة - رضي الله عنهم - باب ذكر حديث أم زرع برقم (2448)
- النسائي: في السنن الكبرى كتاب عشرة النساء باب شكر المرأة لزوجها برقم (9138)
- ابن حبان: برقم (7104)
- الطبراني: في المعجم الكبير برقم (265) (5/ 354).

## الاختلاف في رفعه و وقفه على عائشة
قال ابن حجر : المرفوع منه في الصحيحين (كنت لك كأبي زرع لام زرع) وباقيه من قول عائشة، وجاء خارج الصحيح مرفوعا كله من رواية عباد بن منصور عند النسائي وساقه بسياق لا يقبل التأويل ولفظه قال لي رسول الله صلى الله عليه وسلم كنت لك كأبي زرع لأم زرع قالت عائشة بأبي وأمي يا رسول الله ومن كان أبو زرع قال اجتمع نساء فساق الحديث كله وجاء مرفوعا أيضا من رواية عبد الله رواية الهيثم بن عدي أيضا وكذا أخرجه النسائي من رواية القاسم بن عبد الواحد عن عمر بن عبد الله بن عروة.

## شرح ألفاظ الحديث
| النص | الشرح |
| --- | --- |
| قالتِ الأُولَى: زَوْجِي لَحْمُ جَمَلٍ غَثٍّ، علَى رَأْسِ جَبَلٍ، لا سَهْلٍ فيُرْتَقَى، ولَا سَمِينٍ فيُنْتَقَلُ | تصفُ هذه المرأةُ زوجها بقلَّة الخير، وبعدِهِ مع القِلَّة، وشبهته باللَّحم الفاسدِ أو المهزول؛ فالغثُّ هو ": الرديء مِن كلِّ شيءٍ " ، الذي لا ينقله الناس إلى بيوتهم، لزهدهم فيه، ومع ذلك هو - على رأسِ جبلٍ - صعب ،لا يوصل إليه إلا بتعبٍ.فهي غيرُ راضيةٍ عن زَوْجِها لسُوءِ خُلُقِه وغِلظةِ طباعِه. |
| قالتِ الثَّانِيَةُ: زَوْجِي لا أبُثُّ خَبَرَهُ، إنِّي أخَافُ ألَّا أذَرَهُ، إنْ أذْكُرْهُ أذْكُرْ عُجَرَهُ وبُجَرَهُ | أي "أنا لَا أَنْشُر خبر زوجي وأُشِيعه؛ لأن خَبره طَوِيلٌ إِن شَرعتُ فِي تَفْصِيلِهِ لَا أَقْدِر علَى إِتْمامِهِ لِكَثْرتِهِ، فإِن بدأْتُه لَم أَقَدِر علَى تكميله " فاكتفت بالإشارةِ إِلَى معايِبِهِ خَشْيةَ أَن يطُولَ الْخَطْب بِإِيرادِ جمِيعِها والمراد هنا: عيوبه الْباطِنَةُ وأَسراره الْكَامِنَةُ وكأنَّها أرادتْ أن تبين أن زوجها كثير الْعيوب فِي أخلاقه. |
| قالتِ الثَّالِثَةُ: زَوْجِيَ العَشَنَّقُ؛ إنْ أنْطِقْ أُطَلَّقْ، وإنْ أسْكُتْ أُعَلَّقْ | «زَوْجي العَشنَّقُ»، وهو الطَّويلُ، ومعناهُ: ليس فيه أكْثرُ مِن طُولٍ بلا نفْعٍ، «إنْ أنْطِقْ أُطلَّقْ، إنْ أسْكُتْ أُعلَّقْ»، أي: إنَّها إنْ نطَقَتْ وتَكلَّمتْ بشَيءٍ وبلَغَه ذلك فإنَّه سيُطلِّقُها، وإنْ سَكَتتْ عن عُيوبِه فإنَّها عندَه كالمعلَّقةِ لا ذاتَ زَوجٍ، ولا مُطَلَّقةً. |
| قالتِ الرَّابِعَةُ: زَوْجِي كَلَيْلِ تِهَامَةَ، لا حَرٌّ ولَا قُرٌّ، ولَا مَخَافَةَ ولَا سَآمَةَ | تُريدُ أنَّه ليْس فيه أذًى، بلْ راحةٌ ولَذاذةُ عيْشٍ كَليلِ تِهامةَ، لَذيذٌ مُعتدِلٌ، ليس فيه حَرٌّ مُفرِطٌ ولا بَردٌ مُفرِطٌ، وتِهامةُ هو السَّهلُ السَّاحِليُّ للبَحرِ الأحمَرِ مِن الجانِبِ الآسيويِّ. «ولا مَخافةَ ولا سآمةَ»، أي: لا أخافُ منه لِكرمِ أخلاقِه، ولا يَسأمُني ولا يَستثْقِلُ بي فيَمَلُّ صُحبتِي، وليس بِسيِّئِ الخُلقِ فأسْأمَ مِن عِشرتِه. |
| قالتِ الخَامِسَةُ: زَوْجِي إنْ دَخَلَ فَهِدَ، وإنْ خَرَجَ أسِدَ، ولَا يَسْأَلُ عَمَّا عَهِدَ | أي: إنَّه إذا دَخَلَ البيتَ كان كَالفْهدِ في كَثرةِ نومِه، تُريدُ أنَّه يَنامُ ويَغفُلُ عَن مَعايبِ البيتِ الَّذي يَلزمُني إصلاحُه، أو يَغفُلُ عن تعَهُّدِ ما ذهب من متاعِه ومالِه في بيتِه وما بَقِيَ، فلا يُحاسِبُها على القليلِ والكثيرِ. وإذا كان خارجَ البيتِ كان كالأَسدِ في شَجاعتِهِ وقوَّتِه وغَضبِه، تُريدُ أنَّه يكونُ معها لطيفًا، ويكونُ خارجَ البيتِ شُجاعًا قويًّا غاضبًا. «ولا يَسألُ عما عَهِدَ»، أي: لا يَسالُها عمَّا ترَكَه في البيتِ مِن مالٍ ونحوِه؛ لِتمامِ كَرمِه. |
| قالتِ السَّادِسَةُ: زَوْجِي إنْ أكَلَ لَفَّ، وإنْ شَرِبَ اشْتَفَّ، وإنِ اضْطَجَعَ التَفَّ، ولَا يُولِجُ الكَفَّ لِيَعْلَمَ البَثَّ | أي: إنَّه يأكُلُ بِشَراهةٍ، فلا يَترُكُ شيئًا مِنَ الطَّعامِ، فاللَّفُّ في الطَّعامِ: الإكثارُ منه مع التخليطِ من صنوفِه حتى لا يبقى منها شيءٌ. وكذا إنْ شَرِبَ اشتَفَّ، وهو الَّذي لا يَترُكُ شيئًا في الإناءِ، فالاشتفافُ مأخوذٌ مِنَ الشُّفافةِ، وهي ما بَقِيَ في الإناءِ مِن الشَّرابِ. وإذا نامَ الْتَفَّ في ثِيابِه وحْدَه في ناحيةٍ مِنَ البيتِ وانقَبَضَ عنها، فهي مُكْتَئِبةٌ لذلك، «ولا يُولِجُ الكفَّ لِيَعلَمَ البثَّ»، أي: لا يُدخِلُ كَفَّه داخلَ ثَوبِي؛ ليَعلَمَ الحُزنَ الَّذي عندي؛ لعدمِ اهتمامِه وقُرْبِه منها، فهو لا يمسُّها ولا يلاطِفُها ولا يُسامِرُها، ولا يُشبِعُ حاجَتَها، ولا تشكو بَثَّها وحُزنَها. فجَمَعت في ذَمِّها له بين اللؤمِ والبُخلِ وسُوءِ العِشرةِ مع أهْلِه. |
| قالتِ السَّابِعَةُ: زَوْجِي غَيَايَاءُ -أوْ عَيَايَاءُ- طَبَاقَاءُ، كُلُّ دَاءٍ له دَاءٌ، شَجَّكِ أوْ فَلَّكِ أوْ جَمَعَ كُلًّا لَكِ | أي: إنَّه مُغَطًّى عليه مِن جَهْلِه، من الغَيِّ الذي هو الخَيبةُ. أو قالت: «عَياياءُ» مِنَ العِيِّ، وهو العَجزُ، وقيل: هو العِنِّينُ الذي تَعيِيه مجامَعةُ النِّساءِ ويَعجِزُ عنها. «طَباقاءُ»، أي: الغَبِيُّ الأحمقُ، وقيل: الذي يَعجِزُ عن الكلامِ فتَنطَبِقُ شَفَتاه. «كلُّ داءٍ له داءٌ»، أي: كُلُّ ما تَفرَّقَ في النَّاسِ مِن داءٍ -يعني: مَعايِبَ- اجتَمَعَ فيه. «شجَّكِ أو فلَّكِ أو جمَعَ كُلًّا لكِ»، معناه: أنَّها إذا مازحتْه شجَّها في رأسِها، وإذا أغضبَتْه كَسرَ عُضوًا مِن أعضائِها أو شقَّ جِلْدَها، أو جمَعَ كلَّ ذلك مِنَ الضَّربِ والجرْحِ وكسْرِ العضوِ ومُوجِعِ الكلامِ. |
| قالتِ الثَّامِنَةُ: زَوْجِي المَسُّ مَسُّ أرْنَبٍ، والرِّيحُ رِيحُ زَرْنَبٍ | وصَفَتْه بأنَّه ناعمُ الجِلدِ كنُعومةِ وبَرِ الأرنبِ، وقيل: المرادُ بقَولِها مَسُّ أرنَبٍ: لِينُ الجانِبِ وكَرَمُ الخُلُقِ. وأنَّه طيِّبُ العَرَقِ؛ لنظافتِه واستعمالِه الطِّيبِ، والزَّرنبُ: طِيبٌ أو شجرٌ طيِّبُ الرَّائحةِ. |
| قالتِ التَّاسِعَةُ: زَوْجِي رَفِيعُ العِمَادِ، طَوِيلُ النِّجَادِ، عَظِيمُ الرَّمَادِ، قَرِيبُ البَيْتِ مِنَ النَّادِ | وهو العمودُ الَّذي يُدعَّمُ به البيتُ، تَعني: أنَّ البيتَ الَّذي يَسكُنُه رَفيعُ العِمادِ؛ لِيَراه الضِّيفانُ وأصحابُ الحوائجِ، وقيل: قصَدَت برَفيعِ العِمادِ وَصْفَه بالشَّرَفِ وسَناءِ الذِّكْرِ، أي: بَيْتُه في الحَسَبِ رَفيعٌ في قَومِه. «طَويلُ النِّجادِ»، أي: طَويلُ القامةِ، «عَظيمُ الرَّمادِ»؛ لأنَّ نارَه لا تُطفَأُ؛ لِتَهتديَ الضِّيفانُ إليها فَيَصيرَ رَمادُها كثيرًا، وهذا يدُلُّ على كَرمِه، «قَريبُ البيتِ مِنَ النَّادِ»، والنادِي: هو مَجلِسُ القومِ، أي: إنَّ قَومَه إذا تَشاوَروا في أمرٍ اعتَمَدوا على رأْيِه، وقيل: وصفَتْه بالكَرَمِ والسُّؤدُدِ؛ فلا يَسكُنُ قَريبًا مِن النَّادي إلَّا مَن هذه صِفَتُه؛ لأنَّ الضِّيفانَ يَقصِدون النَّادِيَ، ولأنَّ أصحابَ النَّادي يأخُذون ما يحتاجون إليه في مجلِسِهم من بيتٍ قَريبٍ للنَّادي، واللِّئامُ يتباعدون مِنَ النادي. |
| قالتِ العَاشِرَةُ: زَوْجِي مَالِكٌ، وما مَالِكٌ؟! مَالِكٌ خَيْرٌ مِن ذَلِكِ، له إبِلٌ كَثِيرَاتُ المَبَارِكِ، قَلِيلَاتُ المَسَارِحِ، وإذَا سَمِعْنَ صَوْتَ المِزْهَرِ، أيْقَنَّ أنَّهُنَّ هَوَالِكُ | وهذا تَعظيمٌ لِزوجِها، وكان اسمُه مالكًا، وأنَّه خيْرٌ مِمَّا ستَذكُرُه مِن وصْفِه، «له إبلٌ كَثيراتُ المَبارِك»، أي: يَملِكُ إبلًا كَثيرةَ المبارِكِ، وهو مَوضِعُ بُروكِها، «قَليلاتُ المسارِح»، أي: إنَّه لا يُوجِّه إلى المراعي منها كثيرًا؛ لاستعدادِه لِلضِّيفانِ حتَّى يَستطيعَ أنْ يَذبَحَ لهم إذا أتَوْه، وهذا يدُلُّ على كَرمِه، «وإذا سَمِعْنَ صَوتَ المِزْهَرِ أيْقَنَّ أنَّهنَّ هَوالِكُ»، أي: إذا سَمِعتِ الإبلُ صَوتَ المِزْهرِ لِفرحِه بِقُدومِ الضِّيفانِ، عَلِمتِ الإبلُ أنَّها ستَهلِكُ وستُذبَحُ لِإطعامِهم. والمِزْهَرُ: هو آلةٌ مِن آلاتِ العَزْفِ واللَّهوِ، أرادت أنَّ زَوْجَها عوَّد إبِلَه إذا نزل به الضِّيفانُ نَحَرَ لهم منها، وأتاهم بالمعازِفِ. |
| قالتِ الحَادِيَةَ عَشْرَةَ: زَوْجِي أبو زَرْعٍ، وما أبو زَرْعٍ؟! أنَاسَ مِن حُلِيٍّ أُذُنَيَّ، ومَلَأَ مِن شَحْمٍ عَضُدَيَّ، وبَجَّحَنِي فَبَجِحَتْ إلَيَّ نَفْسِي، وجَدَنِي في أهْلِ غُنَيْمَةٍ بشِقٍّ، فَجَعَلَنِي في أهْلِ صَهِيلٍ وأَطِيطٍ، ودَائِسٍ ومُنَقٍّ، فَعِنْدَهُ أقُولُ فلا أُقَبَّحُ، وأَرْقُدُ فأتَصَبَّحُ، وأَشْرَبُ فأتَقَنَّحُ، أُمُّ أبِي زَرْعٍ، فَما أُمُّ أبِي زَرْعٍ؟! عُكُومُهَا رَدَاحٌ، وبَيْتُهَا فَسَاحٌ، ابنُ أبِي زَرْعٍ، فَما ابنُ أبِي زَرْعٍ؟! مَضْجَعُهُ كَمَسَلِّ شَطْبَةٍ، ويُشْبِعُهُ ذِرَاعُ الجَفْرَةِ، بنْتُ أبِي زَرْعٍ، فَما بنْتُ أبِي زَرْعٍ؟! طَوْعُ أبِيهَا، وطَوْعُ أُمِّهَا، ومِلْءُ كِسَائِهَا، وغَيْظُ جَارَتِهَا، جَارِيَةُ أبِي زَرْعٍ، فَما جَارِيَةُ أبِي زَرْعٍ؟! لا تَبُثُّ حَدِيثَنَا تَبْثِيثًا، ولَا تُنَقِّثُ مِيرَتَنَا تَنْقِيثًا، ولَا تَمْلَأُ بَيْتَنَا تَعْشِيشًا، قالَتْ: خَرَجَ أبو زَرْعٍ والأوْطَابُ تُمْخَضُ، فَلَقِيَ امْرَأَةً معهَا ولَدَانِ لَهَا كَالفَهْدَيْنِ، يَلْعَبَانِ مِن تَحْتِ خَصْرِهَا برُمَّانَتَيْنِ، فَطَلَّقَنِي ونَكَحَهَا، فَنَكَحْتُ بَعْدَهُ رَجُلًا سَرِيًّا، رَكِبَ شَرِيًّا، وأَخَذَ خَطِّيًّا، وأَرَاحَ عَلَيَّ نَعَمًا ثَرِيًّا، وأَعْطَانِي مِن كُلِّ رَائِحَةٍ زَوْجًا، وقالَ: كُلِي أُمَّ زَرْعٍ ومِيرِي أهْلَكِ، قالَتْ: فلوْ جَمَعْتُ كُلَّ شَيْءٍ أعْطَانِيهِ، ما بَلَغَ أصْغَرَ آنِيَةِ أبِي زَرْعٍ | زوجي غني سخي حسن العشرة احتضنني وأكرمني ورفعني وأعزني كنت من قوم فقراء يعيشون على غنيمات بشق الأنفس أجسامهم نحيلة من الجوع، ثيابهم خلقة من الفقر لا يملكون زينة لنسائهم ، فأثقل أذني وصدري وساعدي بالذهب والحلي ، وأشبعني بأصناف المأكولات والمشروبات حتى سمنت واحترمني وعظمني فعظمت نفسي إلى نفسي وشعرت عنده بالعزة والكرامة إذا تكلمت سمع قولي ونفذ أمري وإذا نمت نمت نوم العروس نوم هناء لا إزعاج فيه، إذا أكلت أكلت ما أشتهي من ألوان الطعام حتى أشبع وإذا شربت شربت من أصناف المشروبات حتى أروى.وهكذا شعرت أم زرع عند أبي زرع بالسعادة والحب وحب الشخص يسري إلى حب من حوله حتى الجماد الذي يحيط به لذا نجدها تصف حماتها أم زوجها بالغنى وكثرة الخير وتصف ابن زوجها بالرقة والحسن، وتصف ابنة زوجها بالجمال والحسن، ونقاء الطبع، حتى جارية أبي زرع تصفها بالأمانة والنظافة والطاعة.كل هذه الأوصاف تقولها على الرغم من أن أبا زرع طلقها وتزوج غيرها وتزوجت غيره من أهل الثراء لكن صدق القائل: وما الحب إلا للحبيب الأول. |
| قال النبي : ( كُنْتُ لَكِ كَأَبِي زَرْعٍ لِأُمِّ زَرْعٍ ) | يعني في حسن العشرة ، وكرم الصحبة ، ودوام المحبة والألفة ، وأكد ذلك : ( إِلَّا أَنَّهُ طَلَّقَهَا وَإِنِّي لَا أُطَلِّقُكِ ).أي: ، وهذا مِن تواضُعِ النبي وحُسْنِ أخلاقِه، وإلَّا فإنَّه لا يتشَبَّهُ بغيرِه، بل يُتشبَّه به وبصِفاتِه وأخلاقِه الحميدةِ. |

## أبرز العلماء الذين شرحوا الحديث
شرح حديث أم زرع جماعة من العلماء في القديم والحديث ، ومن أبرز المتقدمين ما ذكره ابن حجر :
- إسماعيل بن أبي أويس شيخ البخاري
- أبو عبيد القاسم بن سلام في " غريب الحديث ".
- الخطابي في شرح صحيح البخاري.[9]
- ثابت بن قاسم
- الزبير بن بكار
- الزمخشري في " الفائق في غريب الحديث "
- القاضي عياض وهو أجمعها وأوسعها وأخذ منه غالب الشراح بعده.[2]

## فوائد الحديث
- حسن عشرة المرء أهله بالتأنيس والمحادثة بالأمور المباحة ما لم يفض ذلك إلى ما يمنع.
- جواز الحديث عن الأمم الخالية وضرب الأمثال بهم اعتبارًا ، وجواز الانبساط بذكر طرف الأخبار النوادر تنشيطاً للنفوس.
- الحب يستر الإساءة ؛لأن أبا زرع مع إساءته لزوجته بتطليقها ، لم يمنعها ذلك من المبالغة في وصفه بالصفات الحسنة الجميلة.[10][11]
- حسن استماع النبي لزوجته مع طول حديثها، بل قال في النهاية ما يسعد زوجته، ويدخل السرور عليها.
- ذكر السوء والعيب إذا ذكره أحد فيمن لا يُعرف بعينه واسمه أنه ليس بغيبة، وإنما الغيبة: أن تقصد معينا بما يكره.[12]
- المباسطة بالمداعبة والمزاح بين الزوجين في غير تعد .
- إكرام الزوج لزوجته بحسن الإنفاق عليها وعدم البخل حتى إنها ذكرت أن زوجها الثاني كان كريما معها ومع ذلك قالت : ( لَوْ جَمَعْتُ كُلَّ شَيْءٍ أَعْطَانِيهِ ، مَا بَلَغَ أَصْغَرَ آنِيَةِ أَبِي زَرْعٍ ) .
- إمساك الزوجة بمعروف وعدم تطليقها حيث كانت عفيفة دينة ، كما في قول النبي : ( كُنْتُ لَكِ كَأَبِي زَرْعٍ لِأُمِّ زَرْعٍ ، إِلَّا أَنَّهُ طَلَّقَهَا وَإِنِّي لَا أُطَلِّقُكِ ) .
- حسن اختيار الزوج لزوجته التي تخدم في البيت ، فتصلح ولا تفسد ، وتروج للخير وتسكت عن الشر .وقد جاء أن أبا زرع ندم بعد ذلك على طلاقها .[8]قال الحافظ ابن حجر:" وَقَعَ فِي بعض طرق الحديث إِشَارَة إِلَى أَنَّ أَبَا زَرْعٍ نَدِمَ عَلَى طَلَاقِهَا ، وَقَالَ فِي ذَلِكَ شِعْرًا ".[13] انتهى من " فتح الباري " (9/277) .

## مؤلفات في شرح الحديث

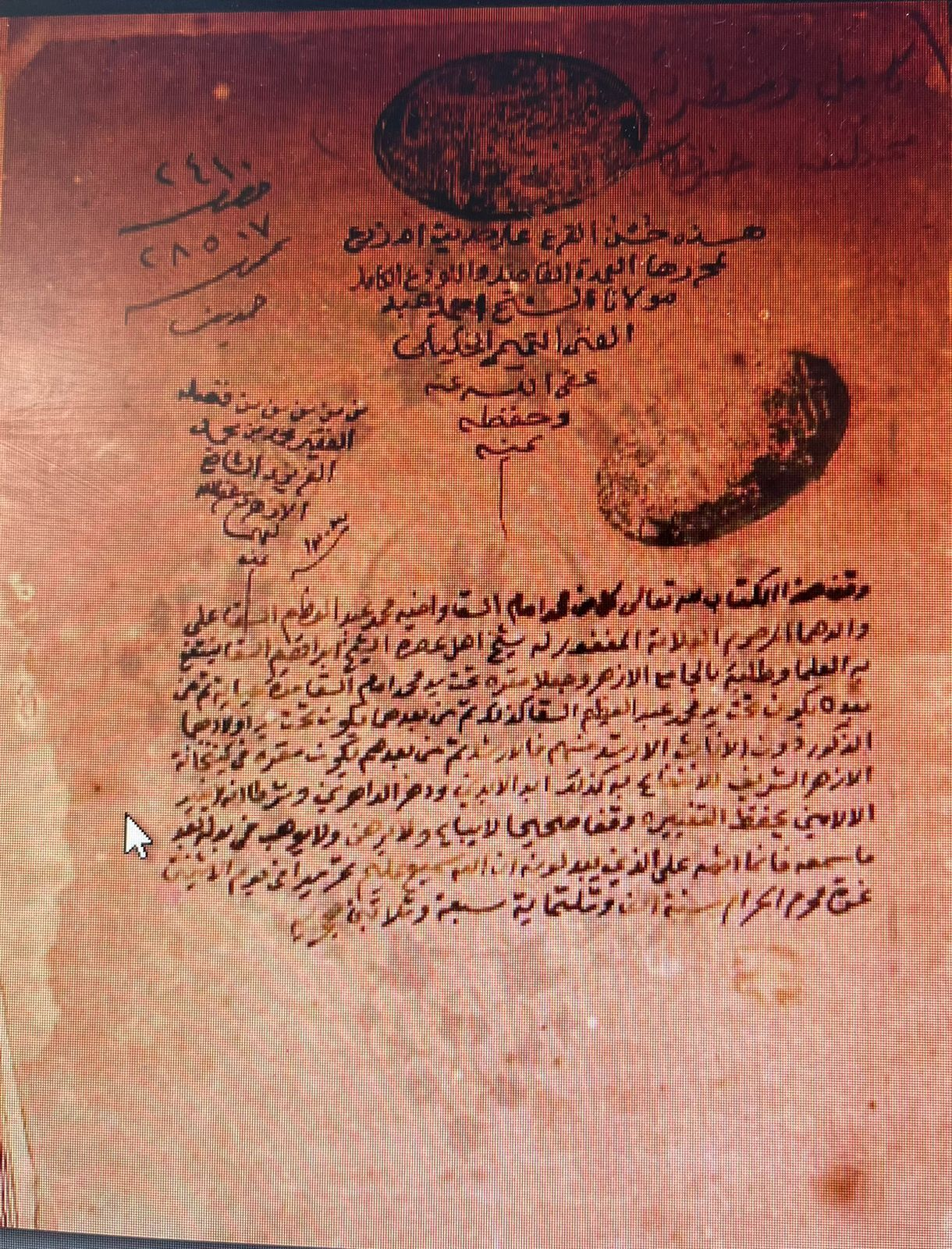
مخطوطة كتاب حسن القرع على حديث أم زرع، أحمد بن عبدالغني التميمي الخليلي.

- بغية الرائدِ لِما تضمنه حديثُ أم زرعٍ مِن الفِوائدِ، للقاضي عياض (ت٥٤٤هـ).
- درة الضرعِ لحديث أم زرع، لمحمد بن عبد الْكَرِيم الرافِعِي الْقزوِينِي (ت٥٨٠هـ) ،
- شرح حديث أم زرعٍ، لمحمد بن أبي الفتح الحنبلي (ت٧٠٩هـ).
- شرح ابن حجرٍ العسقلاني ( ت ٨٥٢هـ) هذا الحديث شرحاً وافياً في كتابه (فتح الباري شرح صحيح البخاري ).
- ريع الفرع في شرح حديث أم زرع، محمد بن عبدالله بن محمد (ابن ناصر الدين)(ت 842 هـ).
- غايةُ النَّفعِ في شرح حديث أم زرعٍ، جلال الدين السيوطي (ت٩١١هـ).
- شرح حديث أم زرع، جمال الدين محمد بن أبي بكر الأشخر الشافعي.
- حسن القرع على حديث أم زرع، أحمد بن عبدالغني التميمي الخليلي .[14]
- التحفة الصديقية شرح حديث أم زرع ، فيض الحسن السهارنفوري (ت 1887م ).
- شذى الأزهار بما تضمنه حديث ام زرع من اللغة والفقة والاخبار، الطاهر محمد الدرديرى.

## دراسات و بحوث حول حديث أم زرع
- حديث ام زرع : دراسة في التَّراكيب والدلالة ، د. حمد النيل عثمان عبد السيد عبد القادر، مجلة کلية دار العلوم - القاهرة.
- حديث أم زرع : دراسة بلاغية تحليلية ، عبدالعزيز بن صالح بن عبدالعزيز العمار ، مجلة جامعة أم القرى لعلوم اللغات وآدابها ،جامعة أم القرى.
- جماليّات العلاقة بين الجنسين في حديث أمِّ زرع دراسة في تحليل الخطاب ، فوزية صالح الحبشي، مركز دراسات التشريع الإسلامي

## وصلات خارجية
- المكتبة الشاملة ، كتاب : بغية الرائد لما تضمنه حديث أم زرع من الفوائد للقاضي عياض